# Южаков Сергій Миколайович
Сергій Миколайович Южаков (17 грудня (29 грудня) 1849, Вознесенськ — 29 листопада (12 грудня) 1910, Санкт-Петербург) — російський публіцист, політик народницького напряму, економіст і соціолог, родом з Вознесенська. Вчився в Одеському університеті (з 1865), був заступником редактора «Одесского вестника» (1876—1879), редактор закордонного відділу часопису «Русское богатство» (1894—1898) і «Большой Энциклопедии» (1898—1909) товариства «Просвещение». Висував програму реформ для підтримки сільських громад і артілей, заперечував класову боротьбу; прихильно ставився до української справи.